# L'Homme le plus fort du monde
Série Franchise Dexter Riley
Pas vu, pas pris
(1972) Le Cerveau artificiel (remake)
(1995)
Pour plus de détails, voir Fiche technique et Distribution.
L'Homme le plus fort du monde (The Strongest Man in the World) est un film américain réalisé par Vincent McEveety, sorti en 1975.

## Synopsis
Dean Higgins est menacé d'être déchu de ses fonctions de directeur du Medfield College pour mauvaise gestion financière en raison des surcoûts liés aux expériences du professeur Quigley au sein de sa classe de science. Higgins découvre que les dépenses sont dues à la location d'une vache pour tester les expériences ayant pour but de la rendre plus grasse. De rage, Higgins vire à nouveau et à son tour le professeur Quigley et menace de fermer la classe. Lorsque le doyen quitte la salle en claquant la porte, la préparation chimique de Dexter Riley se mélange avec celle de Richard Schuyler, une mixture de céréales aux vitamines. Lorsque la vache mange les céréales de cette préparation les étudiants découvre qu'elle peut désormais produire plus de 300 litres de lait par jour. Le lendemain matin Dexter boit le lait et obtient une force surhumaine de même que le chien de la fraternité qui a léché le bol et défonce la porte pour poursuivre un dobermann. Sur le chemin de l'université, Dexter tord accidentellement un lampadaire et brise l'arceau d'un panier du terrain de basket-ball.
Dexter montre ses super-pouvoirs à Quigley et au doyen en soulevant un garçon obèse assis sur une chaise de la main droite et son camarade Schuyler de la gauche. Impressionné Higgins saute sur cette occasion pour rétablir les finances de l'université et conserver son poste au comité de direction. Higgins emmène les céréales modifiées pour les présenter à la direction de la société Crumply Crunch produisant des céréales. Higgins fait manger ses céréales au président qui lève désormais de grosses charges avec un doigt et brise la table en bois de 3 m de long. La direction de Crumply Crunch décide alors de lancer un défi à son concurrent Krinkle Krunch, dirigée par Mr. Kirwood Krinkle lors d'une compétition entre le Medfield College et le State College sponsorisé par Krinkle.

## Fiche technique
Sauf mention contraire, les informations proviennent des sources suivantes : Leonard Maltin, Mark Arnold, IMDb et Allociné
- Titre original : The Strongest Man in the World
- Titre français et québécois : L'Homme le plus fort du monde
- Réalisation : Vincent McEveety, assisté de Richard Caffey, Pat Kehoe et de Arthur J. Vitarelli (directeur 2e équipe)
- Scénario : Joseph L. McEveety et Herman Groves
- Musique : Robert F. Brunner
- Direction artistique : John B. Mansbridge et Jack Senter
- Décors : William F. Calvert
- Costumes : Chuck Keehne et Emily Sundby
- Photographie : Andrew Jackson
- Son : George Ronconi et Herb Taylor
- Montage : Cotton Warburton
- Production : Bill Anderson
- Société de production : Walt Disney Productions
- Société de distribution : Buena Vista Distribution Company (États-Unis)
- Budget : n/a[5]
- Pays de production :  États-Unis
- Langue originale : anglais
- Format : couleur (Technicolor) — 35 mm — 1,75:1 — son : Mono (RCA Sound Recording / Westrex Recording System)
- Genre : comédie, science-fiction
- Durée : 92 minutes
- Dates de sortie[6] :
  - États-Unis : 6 février 1975
  - France : 15 avril 1977
- Classification :
  - États-Unis : tous publics (G - General Audiences)
  - France : tous publics

## Distribution
- Kurt Russell : Dexter Riley
- Joe Flynn (VQ : Jean-Louis Millette) : Dean Eugene "Gene" Higgins
- Cesar Romero (VQ : Jean-Paul Dugas) : A.J. Arno
- Eve Arden (VQ : Diane Arcand) : Harriet Crumbly
- Phil Silvers (VQ : Edgar Fruitier) : Kirwood Krinkle
- Dick Van Patten (VQ : Serge Turgeon) : Harry
- Michael McGreevey (VQ : Jean-Luc Montminy) : Richard Schuyler
- Richard Bakalyan (VQ : Claude Préfontaine) : Cookie
- Harold Gould (VQ : Vincent Davy) : Regent Dietz
- William Schallert (VQ : Jean Fontaine) : Quigley
- Benson Fong : Ah Fong
- James Gregory : Le chef Blair
- Ann Marshall : Debbie
- Don Carter : Gilbert
- Christina Anderson : Cris
- Kathleen Freeman : L'officier Hurley
- Ronnie Schell : Le référé
- Jonathan Daly : Le présentateur télé
- Mary Treen : Mercedes

Sources : Leonard Maltin, Mark Arnold, IMDb, Doublage Québec

## Sorties cinéma
Sauf mention contraire, les informations suivantes sont issues de l'Internet Movie Database
- États-Unis : 6 février 1975
- Brésil : 14 juillet 1976
- Royaume-Uni : 15 août 1976
- Japon : 28 août 1976
- France : 15 avril 1977
- Uruguay : 30 juin 1977 (Montevideo)
- Colombie : 8 décembre 1977
- Australie : 16 mars 1978
- Allemagne de l'Ouest : 5 février 1981
- Portugal : 19 février 1982

## Sorties vidéo
Sauf mention contraire, les informations suivantes sont issues de l'Internet Movie Database
- Espagne : 10 juillet 1987
- Grèce : 4 juin 2004 (DVD)

## Origine et production
Le générique d'ouverture du film présente en animation Atlas, King Kong et plusieurs hommes musclés. L'Homme le plus fort du monde est le troisième et dernier film mettant en scène Dexter Riley au Medfield College interprété par Kurt Russell après L'Ordinateur en folie (1969) et Pas vu, pas pris (1972). Selon Mark Arnold, la série aurait pu être prolongée si Joe Flynn n'était pas décédé prématurément le 19 juillet 1974, l'acteur étant un composant essentiel de ce genre de film et pour le studio. Arnold donne comme raison de l'arrêt l'âge de Kurt Russell, les rôles souvent étant plus adultes. Son contrat de dix ans avec le studio est arrivé à échéance même s'il donne sa voix à Cooper dans Rox et Rouky (1981).

## Sortie et accueil
Le film a été diffusé en 1977 dans The Wonderful World of Disney sur NBC puis 
en 1979 et 1982 dans Disney's Wonderful World toujours sur NBC.

## Suites
- L'Ordinateur en folie (The Computer Wore Tennis Shoes) réalisé par Robert Butler, sorti en 1969
- Pas vu, pas pris (Now You See Him, Now You Don't) réalisé par Robert Butler, sorti en 1972
- L'Homme le plus fort du monde (The Strongest Man in the World) réalisé par Vincent McEveety, sorti en 1975
- Le Cerveau artificiel (The Computer Wore Tennis Shoes) réalisé par Peyton Reed, sorti en 1995 (remake TV de "L'Ordinateur en folie")